# 糙荚棘豆
糙荚棘豆（学名：Oxytropis muricata）为豆科棘豆属下的一个种。